# Pointe Ebba
Die Pointe Ebba ist eine Gletscherzunge am Westrand des ostantarktischen Adélielands. Sie liegt am westlichen Ende der Baie Pierre Lejay am Übergang zur Commonwealth Bay.
Französische Wissenschaftler benannten sie 1950 in Erinnerung an die Erkundung des Ebbabreen auf Spitzbergen, die sie im selben Jahr durchgeführt hatten.